# Josefa Nečadová
Josefa Nečadová (1895 – ?) byla česká rolnice odsouzena ve druhém ze tří politických procesů v rámci Akce Kluky.

## Život
Josefa Nečadová byla odsouzena za velezradu na 16 let a propuštěna po amnestii 10. května 1960. Její manžel Václav Nečada zemřel ve vězení, do kterého byl poslán na 10 let. Odsouzen byl za to, že se od manželky dozvěděl o příchodu „zahraničního agenta“ a posléze si vypůjčil 10 000 Kčs od souseda, aby je paní Nečadová mohla darovat agentovi. Měla syna Vladimíra odsouzeného na 15 let za velezradu, který byl propuštěn ve stejný den jako jeho matka. Celá rodina žila v obci Kluky na Mladoboleslavsku.
Roku 1951 k ní přivedl Václav Skramuský z Kluk neznámého muže. On se představil jako „major Václav“ přicházející ze zahraničí z důvodu pomoci k návratu vyvlastněných strojů. V případě paní Nečadové se jednalo o mlátičku a traktor. Dále poprosil o poskytnutí nějakých potravin pro své muže v ukrývající se v lese a o 10 000 Kčs, které však neměla, ale vypůjčila si je od souseda. Poté major odešel. Na peníze si nedali potvrzení, pouze slib o budoucím splacení.
O tomto setkání se svěřila svému bratranci Josefu Reslerovi a při druhé majorově návštěvě následujícího roku je seznámila. To však nebyly poslední interakce mezi nimi. Major ji později přesvědčil, že se budou dělat prohlídky domů a proto má uschovat své cennosti u dobrých sousedů. Samotného Reslera označila za důvěryhodnou osobu pro výpomoc při výkonu protistátní činnosti (domluva schůzek a organizace protistátní skupiny). Aktivity jako poskytování úkrytu, peněz, jídla a pořádání schůzek nedělala za účelem rozvratu republiky, ale protože chtěla zpátky svůj traktor a mlátičku, které byly rodině Nečadů vyvlastněny a oni budou moci opět v klidu hospodařit.
Po jejím zatčení, vyvinutí psychického a fyzického nátlaku prozradila úkryt cenností a podepsala protokol, který však neodpovídal pravdě. Před samotným soudním přelíčením se musela učit nazpaměť výpovědi. Nakonec byla tázané jen na tři otázky a většinu naučeného textu ani nepoužila.